# Érable de Miyabe
Acer Miyabei
Espèce
Classification APG III (2009)
L’Acer miyabei (érable de Miyabe;  Anglais: Miyabe Maple; Japonais: クロビイタヤ： kurobiitaya) est une espèce d’érable  originaire du  Japon, où il pousse dans les régions d’Hokkaidō et de Tōhoku au nord de  Honshū.
C’est un arbre à feuilles caduques, de petite à moyenne taille s’élevant de 10 à 20 m de hauteur (rarement plus de 10 m chez nous), avec un tronc atteignant de 30 à 40 cm de diamètre dont l'écorce parcourue de fortes stries et grossièrement squameuse est de couleur gris brun. Les feuilles qui comportent cinq lobes (les deux lobes situés à la base de la feuille sont généralement plus petits), de 7 à 20 cm de longueur et 12 à 20 cm de largeur ont un long pétiole produisant un latex blanc à la coupure.  Les fleurs jaune vert  à corymbes dressés apparaissent au printemps au moment même ou les feuilles s’ouvrent.
Le fruit est une samare à deux graines ailées jumelées formant un angle de 180°, chaque graine a 8 mm de largeur est plate et a deux ailes de 2 cm,.
C’est une espèce rare menacée de disparition, confinée à des régions s’étendant le long des ruisseaux et rivières,.
Il y deux variétés biologiques de cet arbre :
- Acer miyabei var. miyabei. Samaras downy.
- Acer miyabei var. shibatai (Nakai) Hara. Samaras hairless.

Il est très proche de l’espèce  Acer miaotaiense de Chine (certains auteurs considèrent ce dernier comme une sous-espèce l’A. miyabei et la dénomment Acer miyabei subsp. miaotaiense (P.C.Tsoong) E.Murray), et de l’Acer campestre d’Europe,,.